# SBB Re 4/4 IV
De SBB Re 4/4 IV is een elektrische locomotief voor het goederen- en personenvervoer van de Zwitserse spoorwegonderneming Schweizerische Bundesbahnen (SBB).

## Geschiedenis
In de jaren 70 evalueerde de SBB in Zwitserland passende vormen van hogesnelheidsvervoer. Het project Rail 2000 begon hiermee vorm te krijgen. Een kosten-batenanalyse leidde tot de conclusie dat de infrastructuur en rollend materieel geschikt moest zijn voor een maximale snelheid van 200 km/h.
De locomotieven werden ontwikkeld en gebouwd door Schweizerische Lokomotiv- und Maschinenfabrik (SLM) in Winterthur en Brown, Boveri & Cie (BBC) in Baden en in Oerlikon.
Doordat het onderhoud relatief kostbaar werd heeft de SBB geprobeerd de vier locomotieven te verkopen. Uiteindelijk werd met de SOB een in 1995 overeenkomst bereikt voor de ruil met vier locomotieven van het type Re 4/4 III.
De locomotieven gingen na een revisie in 1995 en in 1996 naar de Schweizerische Südostbahn (SOB) en werden vernummerd als serie Re 446.

## Constructie en techniek
Door gebrek aan ervaring werden door SLM en BBC vier prototype locomotieven gebouwd. De techniek was gebaseerd op treinen van het type RABDe 8/16. De locomotieven zijn opgebouwd met een lichtstalen frame. De aandrijving van twee locomotieven werd door BBC gebouwd en de andere twee locomotieven werd door SLM gebouwd. Bij een snelheid van ongeveer 85 km/h heeft de locomotief een continue vermogen van ongeveer 5.050 kW.
In april 1982 werd locomotief 10101 als eerste locomotief getest en in oktober de laatste van de vier afgeleverd aan de Schweizerische Bundesbahnen. In het begin van 1983 bereikte locomotief 10104 in de Heitersbergtunnel een snelheid van 175 km/h, ruim voldoende voor de gestelde eis van 160 km/h. SBB testen onder meer nieuwe kleurenschema's:
- 10101: cabines donkererode met donkergrijze zijwand
- 10102: cabines donkererode met lichtgrijze zijwand
- 10103: helemaal donkerrood met een grote SBB logo
- 10104: helemaal donkerrood met een kleine SBB logo als de 10101 en 10102.

In 1992 werd voorgesteld om de Union internationale des chemins de fer (UIC) nummering Re 440 000 - 440 003 aan te brengen.

## Treindiensten
De locomotieven waren vooral ingezet rond het meer van Genève en soms ook op het traject tussen Zürich en St. Margrethen.

## Foto's

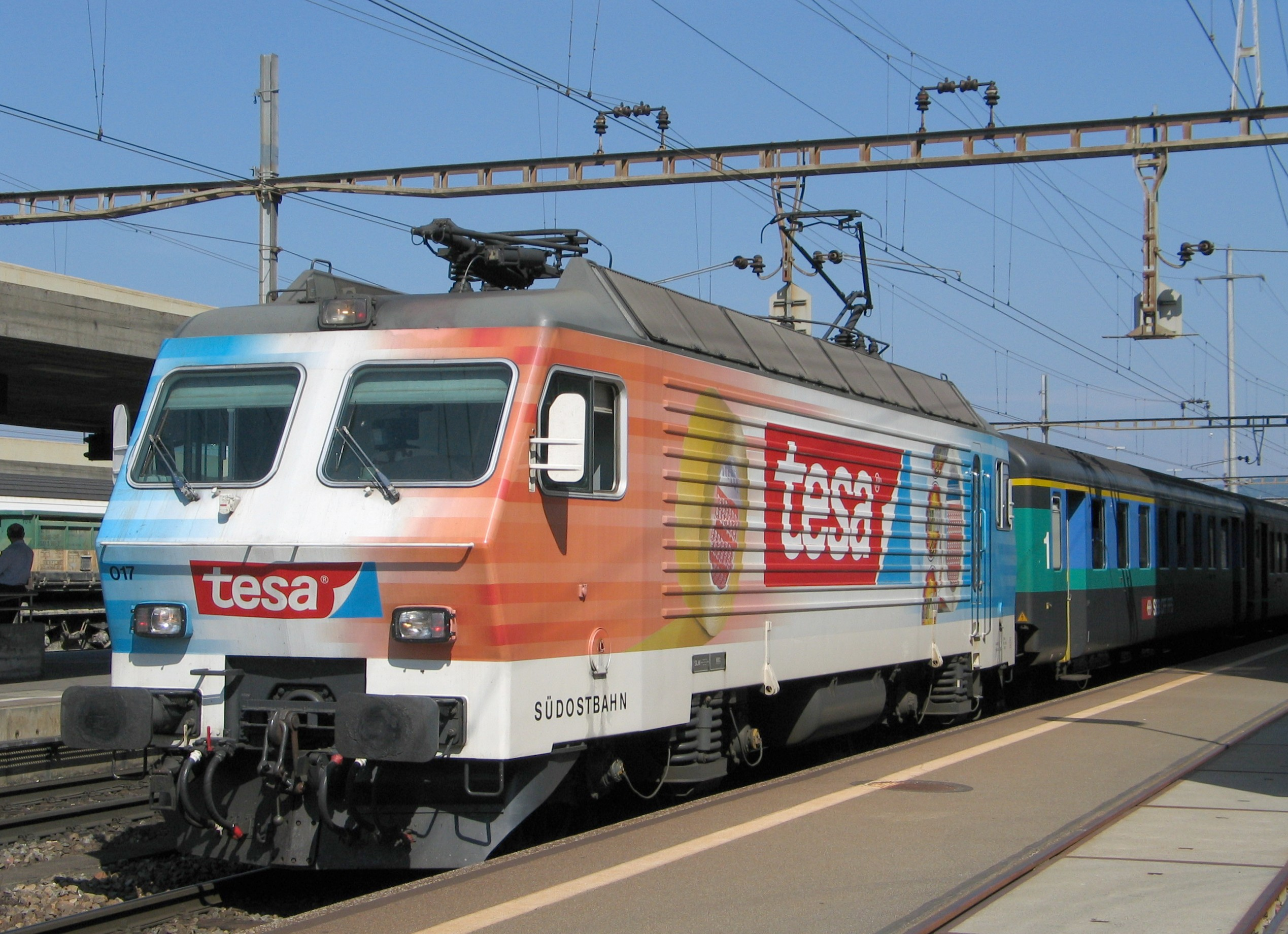
Re 446 017 van de Südostbahn op 20 juni 2005 in Zürich Altstetten

Stoom: Ed 2x2/2 · E 3/3 · A 3/5 · B 3/4 · C 5/6 

Elektrisch: Fb 3/5 · C 4/4 · Ce 6/8II / Ce 6/8III (Krokodil, 1920/1926) · Be 4/6 (1920) · Be 4/7 (1921) · Ae 3/5 (1922) · Ae 3/6I (1921) · Ae 3/6II (1924) · Ae 3/6III (1925) · Ae 4/7 (1927) · Ae 4/6 (1941) · Re 4/4 I · Ae 6/6 · Re 4/4 II · Re 420 · Re 421 · Re 4/4 III · Re 6/6 · Re 620 · Re 4/4 IV · Re 440 · Re 450 · Re 460 · Re 474 · Re 481 · Re 482 · Re 484 

Diesel: Am 841 (1996) · Am 843 · Am 840 

Rangeer: Ee 3/3 · Em 3/3 (1959) · Bm 4/4 (1961) · Ee 922 · Eem 923 